# Anton Haus
Anton Haus (Tolmin, 13 juni 1851 - Pula, 2 februari 1917) was een Oostenrijks-Hongaarse marineofficier. Hij werd geboren in een Sloveenssprekende familie in Tolmin, Haus volgde een militaire carrière. Hij werd bevorderd tot Großadmiral van de Kaiserliche und Königliche Kriegsmarine in 1916, in het midden van de Eerste Wereldoorlog.

## Biografie
Hij werd benoemd tot opperbevelhebber van de kriegsmarine en de vloot op 24 februari 1913 als opvolger van Admiraal Graaf Rudolf Montecuccoli.
Haus leidde de vloot van het begin van de Eerste Wereldoorlog tot vlak voor het einde. In 1916 kreeg hij de titel Großadmiral. Hij stierf op 2 februari 1917 in Pula. Na zijn dood werd hij opgevolgd door waarnemend commandant van de vloot Karl Kailer von Kagenfels. Kailer zelf werd snel opgevolgd door Admiraal Maximilian Njegovan. Hij werd later vervangen door Admiraal Miklós Horthy in 1918.
Haus was de enige Oostenrijk-Hongaar (uitgezonderd de keizerlijke en koninklijke familie) die benoemd werd tot Großadmiral.

## Militaire loopbaan
- Großadmiral: 12 mei 1916
- Vizeadmiral: 1910
- Konteradmiral: 1905
- Fregattenkapitän: 1897
- Korvettenkapitän: 1894
- Seekadett: 1869

## Onderscheidingen
- Commandeur in de Orde van Maria Theresia (postuum)
- Orde van de IJzeren Kroon (Oostenrijk)
- Frans Jozef-orde
- Leopoldsorde (Oostenrijk)